# Syzygie (astronomie)
Met een syzygie, Oudgrieks: συζυγία, suzugía, verbonden, wordt in de astronomie een configuratie van drie hemellichamen bedoeld, waarbij deze zich in een rechte lijn ten opzichte van elkaar bevinden, collineair in de hemel staan. Het is vooral van toepassing op de zon en de aarde en anderzijds de maan of een planeet binnen het zonnestelsel op dezelfde ecliptische lengte. De Maan of de betreffende planeet bevindt zich in dit geval in conjunctie of juist in oppositie.
Het optreden van syzygie gaat indien de maan erbij is betrokken gepaard met een van de volgende verschijnselen: een zonsverduistering, een maansverduistering, nieuwe maan of volle maan. Het zorgt op de aarde voor springtij. Wanneer een andere planeet een rol speelt, spreekt men meer in het algemeen van een overgang of occultatie.